# Eva Brodská
Eva Brodská (* 23. března 1937) je česká výtvarnice.

## Životopis
Eva Brodská se narodila 23. března roku 1937. Bratr Evy Brodské je malíř a fotograf Jan Brodský. Vystudovala Vysokou školu uměleckoprůmyslovou v Praze v ateliéru profesora Antonína Kybala. Původně byla zaměřena na malířství, ale poté se začala věnovat umění gobelínu. Její díla jsou vystavena v českých a zahraničních galeriích.